# Bresso
Bresso is een gemeente in de Italiaanse metropolitane stad Milaan (regio Lombardije) en telt 27.052 inwoners (31-12-2004). De oppervlakte bedraagt 3,4 km², de bevolkingsdichtheid is 8938 inwoners per km².

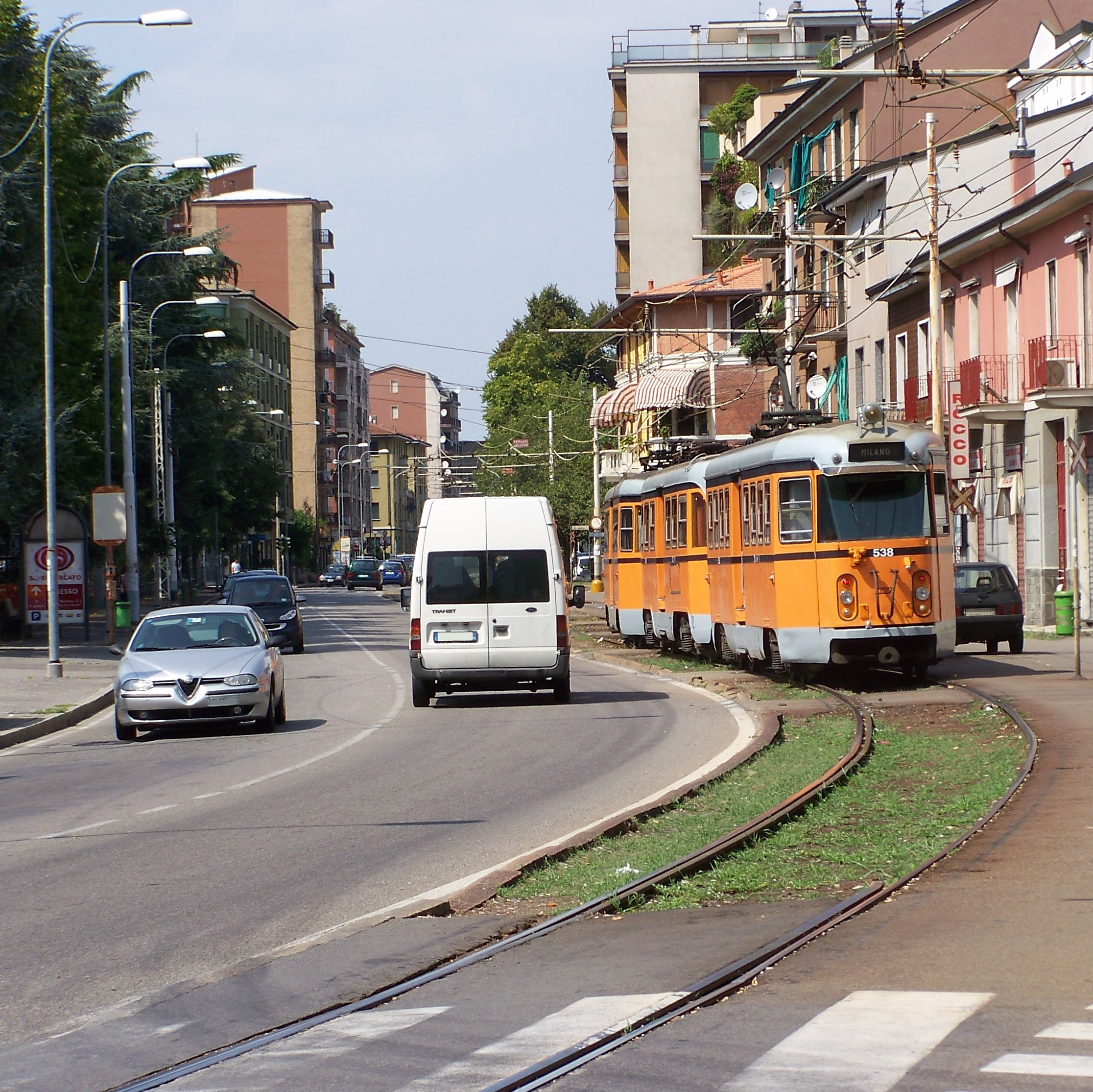
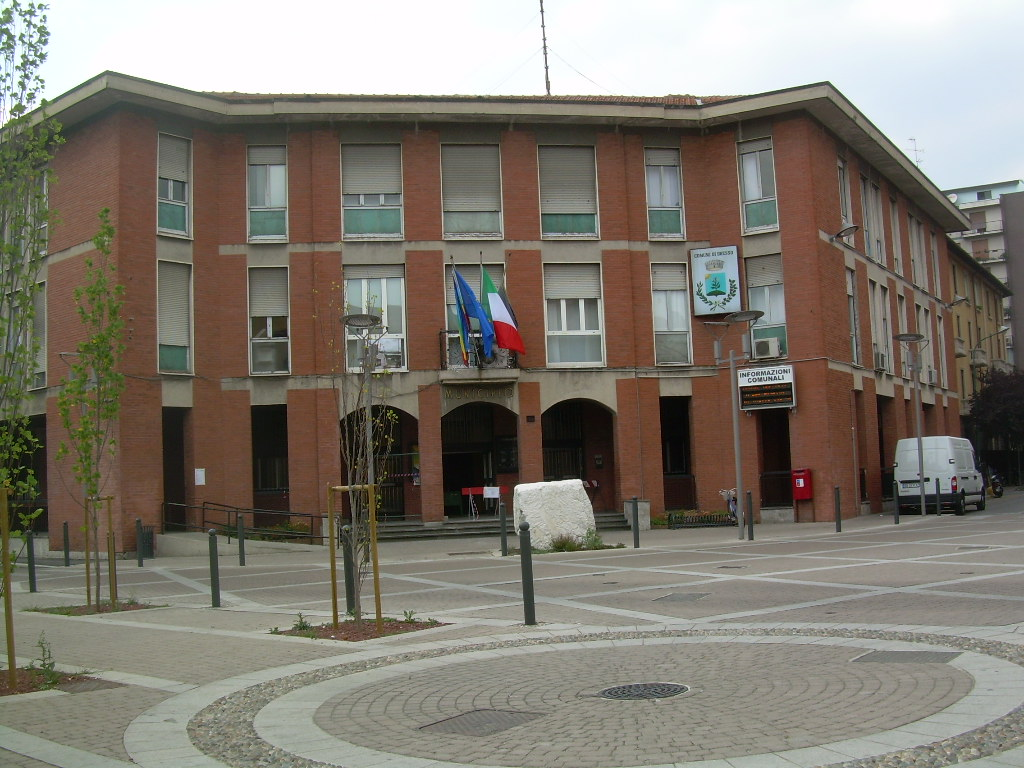

## Demografie
Bresso telt ongeveer 11524 huishoudens. Het aantal inwoners daalde in de periode 1991-2001 met 9,9% volgens cijfers uit de tienjaarlijkse volkstellingen van ISTAT.
| Jaar | Inwoneraantal |
| ---- | ------------- |
| 1991 | 30.119        |
| 2001 | 27.132        |

## Geografie
Bresso grenst aan de volgende gemeenten: Cinisello Balsamo, Cusano Milanino, Sesto San Giovanni, Cormano, Milaan.

## Geboren
- Diego Confalonieri (1979), schermer